# Пильтяй, Василий Фёдорович
Василий Федорович Пильтяй (12 апреля 1927, Матвеевка, Котелевский район — 31 августа 2009, Днепродзержинск, Днепропетровская область) — передовик советской чёрной металлургии, мастер смены доменной печи № 12 завода имени Дзержинского Днепропетровской области УССР, Герой Социалистического Труда (1960). Почётный гражданин Днепродзержинска (2004).

## Биография
Родился в 1927 году в селе Матвеевка Полтавской области. В 1929 году вся семья переехала в Днепропетровск. В 1941 году завершил обучение в седьмом классе школы.
Находился на оккупированной территории, принимал участие в подпольных организациях по борьбе с немецко-фашистскими захватчиками.
В декабре 1944 года призван в Красную армию. Служил на Тихоокеанском флоте, демобилизовался в 1951 году. Вернулся в Днепродзержинск, работал водолазом в речном порту, учился в школе рабочей молодёжи. Поступил в металлургический институт, одновременно стал работать доменщиком, по окончании обучения был назначен подменным мастера.
С 1958 года — мастер третьей бригады двенадцатой комсомольско-молодёжной печи, которая включилась в соревнование по досрочному выполнению семилетки.

### Трудовой подвиг
Указом Президиума Верховного Совета СССР от 28 мая 1960 года присвоить звание Героя Социалистического Труда Пильтяю Василию Фёдоровичу, мастеру смены доменной печи № 12 завода имени Дзержинского Днепропетровской области УССР, за многолетний безупречный труд, активную общественную деятельность, высокий профессионализм и значительный личный вклад в развитие металлургической промышленности города.

В дальнейшем окончил институт, стал начальником смены доменного цеха.

## Награды
За трудовые и боевые успехи был удостоен:
- золотая звезда «Серп и Молот» (28.05.1960)
- орден Ленина (28.05.1960)
- Орден Отечественной войны 2 степени (11.03.1985)
- Медаль «За боевые заслуги» (20.12.1965)
- другие медали.